# جون ر. بيري
جون ر. بيري (بالإنجليزية: John R. Perry)‏ هو ضابط أمريكي، ولد في 24 مايو 1899 في واكو في الولايات المتحدة، وتوفي في 25 سبتمبر 1955.